# Герб на Исландия
Гербът на Исландия (на исландски: Skjaldarmerki Íslands) в съвременния си вид е приет през 1944 г. Представлява син щит, на който е изобразен червен кръст върху сребърен кръст. Щитът се държи от четирите покровителя (landvættir) на Исландия, стоящи върху парче лава. Бикът (Griðungur) – покровител на Югозападна Исландия, орел или грифон (Gammur) – Северозападна, дракон (Dreki) – Североизточна, великан (Bergrisi) – Югоизточна. Тези същества се ползват с голямо уважение в Исландия. Покровителите са изобразени и на аверса на исландската крона.
Правителството на Исландия използва държавно знаме с изображение на герба, а полицията в Исландия използва жълт флаг с изображение на герба.

## История
Исландия исторически е имала различни гербове:
- Първият се смята че е бил щит с шест сини ивици и шест сребърни ивици, вероятно символизирайки 12-те души от първия исландски парламент.
- Вторият се вярва, че бил даден на вожда Гисур Торвалдсон от краля на Норвегия Хокон IV през 1258 г. Създаден е по модела на царския герб на Норвегия, подменени са цветовете на щита и лъва и са добавени сините и сребърни ивици от предишния герб.
- Приблизително около 1500 г. исландския герб става коронована сушена риба (обезглавена и изкормена треска, която е отворена да се суши) на червен щит. Известна е като маркированата треска и понякога рибата е била обрисувана в различни форми и варианти.
- На 3 октомври 1903 г. гербът е променен на бял сокол върху син щит. Той остава в употреба до първата версия на днешния герб, който е официално приет на 12 февруари 1919 г., и представлява Кралство Исландия по време на датското управление до обявяването и за република.
- Когато републиката е обявена на 17 юни 1944 г., герба е с нов дизайн, премахната е короната символ на датското управление и е приет днешния

- The coat of arms of the Icelandic Commonwealth
- The coat of arms of the Earldom of Iceland from 1262
- The coat of arms under Danish rule, ca. 16th century – 1903
- The coat of arms from 1903 – 1919
- The coat of arms of King Christian X of Iceland from 1918 to 1944 and of Denmark from 1903 to 1947. Iceland is represented by the silver falcon in the lower left corner. The falcon was removed from the Danish arms in 1948.
- The coat of arms of the Kingdom of Iceland from 1919 to 1944